# 章平 (秦国)
章平（?—?），秦朝末年、楚汉战争时期將領，章邯的弟弟，《史记索隐》作章邯的儿子。
项羽分封诸侯，以章邯为雍王，章平作为章邯手下将领。刘邦攻打三秦，派周勃北攻漆地（今陕西省彬州市），攻打章平、姚卬軍。曹参在好畤南擊破章平軍，圍攻好畤（今陕西省永寿西南好畤河村），攻取壤鄉。又在壤東及高櫟擊破三秦軍，再圍章平，攻城，樊哙先登陷陣，章平逃出好畤。汉军東取咸陽（今陕西省咸阳市渭城区），改名为新城。曹参率兵守景陵二十日，三秦再派章平等攻打曹參，曹參出擊，大破章平。靳歙在隴西擊破章平軍，前205年正月，刘邦俘虜雍王弟章平。